# Christoph von Schmidt (General)
Friedrich Johann Eduard Christoph von Schmidt (* 26. Juli 1809 in Königsberg; † 11. November 1876 in Metz) war ein preußischer General der Infanterie und Gouverneur der Festung Metz.

## Leben

### Herkunft
Christoph war ein Sohn der preußischen Kapitäns der Artillerie Friedrich von Schmidt (1763–1812) und dessen Ehefrau Magdalena Henriette, geborene Kanow (1767–1852). Sein Vater war am 6. Juli 1798 durch König Friedrich Wilhelm III. in den erblichen preußischen Adelsstand erhoben worden. Der preußische Generalleutnant Wilhelm von Schmidt (1799–1867) war sein älterer Bruder.

### Karriere
Nach dem Besuch der Kadettenhäuser in Kulm und Berlin trat Schmidt am 5. April 1826 als Portepeefähnrich in das 4. Infanterie-Regiment der Preußischen Armee ein. Dort avancierte er Mitte Februar 1827 zum Sekondeleutnant und war 1836/41 als Adjutant beim I. Bataillon im 4. Landwehr-Regiment in Bartenstein kommandiert. Daran schloss sich ab Mitte Oktober 1845 eine Verwendung als Adjutant der 1. Landwehr-Brigade in Königsberg an. Mit der Beförderung zum Hauptmann wurde Schmidt Mitte Januar 1849 in die Adjutantur versetzt und kam fünf Monate später als Adjutant der 4. Division nach Stargard. Mit der Ernennung zum Kompaniechef im 6. Infanterie-Regiment trat Schmidt am 18. Juni 1853 in den Truppendienst zurück und wurde am 14. Februar 1856 als Major Kommandeur des II. Bataillons im 1. Landwehr-Regiment in Wehlau. Am 12. April 1859 folgte seine Versetzung als Kommandeur des Füsilier-Bataillons im 4. Ostpreußischen Grenadier-Regiments (Nr. 5) nach Danzig und als solcher stieg Schmidt am 1. Juli 1860 zum Oberstleutnant auf. Von August bis Oktober 1860 war er in das Kriegsministerium kommandiert und führte den Vorsitz über eine Kommission, die eine Dienstanweisung für die Landwehrbezirkskommandos ausarbeitete. Am 24. Juli 1861 trat Schmidt an die Spitze des 8. Ostpreußischen Infanterie-Regiments Nr. 45 in Graudenz und wurde am 18. Oktober 1861 Oberst. 1863 war er mit seinem Verband anlässlich des Januaraufstandes zur Sicherung der Grenze nach Polen eingesetzt. Unter Stellung à la suite des Regiments wurde er am 8. Mai 1866 zum Kommandeur der 16. Infanterie-Brigade in Erfurt ernannt und einen Monat später zum Generalmajor befördert. Im Krieg gegen Österreich führte er seine Brigade in den Kämpfen bei Podol, Liebenau, Münchengrätz sowie Königgrätz und wurde für sein Wirken mit dem Roten Adlerorden II. Klasse mit Eichenlaub und Schwertern ausgezeichnet.
Nach dem Friedensschluss kommandierte man ihn in den Bezirk des neugeschaffenen XI. Armee-Korps nach Kassel, wo Schmidt die Regelung der Landwehr- und Ersatzverhältnisse übernahm. Ende Februar 1867 trat er in seine Stellung als Kommandeur der 16. Infanterie-Brigade zurück und führte von März bis Juli 1867 das Kommando der zum Schutzdienst gegen die Weiterverbreitung der Rinderpest in den Thüringischen Staaten eingesetzten Truppen. Für diese Tätigkeit erhielt er das Komturkreuz I. Klasse des Sachsen-Ernestinischen Hausordens sowie das Ehrenkreuz von Schwarzburg I. Klasse. Anfang 1868 war er als Präses der Kommission zur Prüfung des Entwurfs einer Militärersatzinstitution für den Norddeutschen Bund tätig.
Mit Beginn des Krieges gegen Frankreich wurde Schmidt Kommandeur der 10. Division und am 26. Juli 1870 zum Generalleutnant befördert. In der Schlacht bei Weißenburg übernahm er für den verletzten Kommandierenden General von Kirchbach die Führung des V. Armee-Korps. In der zwei Tage später stattfindenden Schlacht bei Wörth trug seine Division die Hauptlast des Kampfes, eroberte dabei Wörth und erstürmte die Fröschweiler Weinberge sowie den gleichnamigen Ort. Dafür erhielt Schmidt das Eiserne Kreuz II. Klasse sowie das Ritterkreuz des Militär-Max-Joseph-Ordens. In der Schlacht von Sedan gelang es einer seiner Brigaden die Höhen von Illy-Floing zu erobern. Auch bei der Belagerung von Paris konnte sich Schmidt besonders in den Kämpfen um den Mont Valérien bewähren und wurde neben dem Eisernen Kreuz I. Klasse auch mit dem Orden Pour le Mérite ausgezeichnet.
Ende März 1873 verlieh Kaiser Wilhelm I. ihm den Roten Adlerorden I. Klasse mit Eichenlaub und Schwertern am Ringe und ernannte Schmidt am 11. Oktober 1873 zum Gouverneur von Metz. In dieser Stellung erhielt er am 22. März 1875 den Charakter als General der Infanterie sowie am 12. Februar 1876 das Großkomturkreuz des Bayerischen Militärverdienstordens. Das Patent zu seinem Dienstgrad wurde Schmidt am 22. März 1876 verliehen. Ende Juli 1876 beging er noch sein 50-jähriges Dienstjubiläum. Bei einer mehrstündigen Truppenbesichtigung mit Unwettern zog Schmidt sich eine schwere Erkältung und ein Unterleibsleiden zu, an der er nach einem mehrwöchigen Krankenlager verstarb.

### Familie
Schmidt hatte sich am 22. August 1838 in Königsberg mit Friederike Alwine Szitnik (1820–1856) verheiratet. Aus der Ehe gingen neun Kinder hervor, von denen sechs jung starben. Lediglich drei Söhne erreichten das Erwachsenenalter:
- Friedrich Johann Maximilian (1844–1873), Premierleutnant im 7. Ostpreußischen Infanterie-Regiment Nr. 44
- Friedrich Johann Dietrich (* 1852), preußischer Oberstleutnant a. D. ⚭ 21. Mai 1886 Paula Charisius (* 1866)
- Friedrich Johann Georg (1854–1901), preußischer Leutnant a. D. ⚭ 28. März 1884 Maria Wilhelmine Charlotte von Puttkamer (* 1849)